# جوني مور (كرة سلة)
جوني مور (بالإنجليزية: Johnny Moore)‏ مواليد 3 مارس 1958 في ألتونا، هو لاعب كرة سلة أمريكي معتزل بدأ مسيرته الاحترافية في سنة 1980. تم اختياره من قبل فريق سياتل سوبرسونيكس خلال الدرافت. يبلغ طوله 6 قدم 1 بوصة (1.9 م). اعتزل اللعب في 1992. كان صاحب أعلى عدد من التمريرات الحاسمة في إن بي إيه 1982. أحرز خلال مسيرته في الإن بي إيه 4890 نقطة بمعدل 9.4 نقاط في المباراة الواحدة.

## المسيرة الاحترافية
لعب مع سان أنطونيو سبرز من سنة 1980 إلى 1988، ثم لعب مع بروكلين نتس في سنة 1987، ثم لعب مع سان أنطونيو سبرز في موسم 1989–1990، ثم لعب مع نادي سانت جوسيب لكرة السلة في الدوري الإسباني في سنة 1992.

## روابط خارجية
- جوني مور على موقع إن بي أي (الإنجليزية)
- جوني مور على موقع سبورتس رفرنس (الإنجليزية)
- جوني مور على موقع الدوري الإسباني لكرة السلة (الإسبانية)
- جوني مور على موقع كرة السلة الأوروبية.كوم (الإنجليزية)
- جوني مور على موقع كلية كرة السلة في سبورتس رفرنس.كوم (الإنجليزية)
- جوني مور على موقع ريلجم (الإنجليزية)
- جوني مور على موقع بروبوليرز (الإنجليزية)